# Коронавірусна хвороба 2019 на Кубі
Епідемія коронавірусної хвороби 2019 на Кубі — це поширення пандемії коронавірусної хвороби 2019 на територію Куби. Перший випадок хвороби на острові зареєстровано 11 березня 2020 року в трьох італійських туристів.

## Передумови
Куба стикається з багатьма внутрішніми проблемами у період боротьби з епідемією коронавірусної хвороби. Медичні працівники стикаються з низкою проблем, включно з дефіцитом медичного обладнання, поганими санітарними умовами у лікарнях, та низькою зарплатою. Куба також має одне з найстаріших населень в Америці, і чверть населення країни вважається групою ризику. Крім того, економіка Куби зазнає збитків через глобальне зниження туризму на тлі пандемії. Як наслідок, уряд почав посилювати централізацію економіки, намагаючись запобігти глибшій економічній кризі, подібній до тієї, що пережила країна після закінчення холодної війни.
Політика Куби щодо використання «медичного інтернаціоналізму» зіграла помітну роль у заходах країни щодо боротьби з поширенням COVID-19. Куба направила медичний персонал до найбільш постраждалого від епідемії італійського заможного регіону Ломбардія, а також до Анголи, та щонайменше до 10 карибських країн, включаючи Суринам.
Куба застосовувала ефективні заходи профілактики коронавірусної хвороби, і, попри економічну кризу та дефіцит споживчих товарів, представники міжнародних організацій повідомляють, що населення країни зазнало лише мінімальних збитків. Регулярне тестування, носіння масок на обличчі та регулярне відвідування медичними працівниками хворих дозволили знизити кількість зареєстрованих випадків хвороби та смертей до нижчого рівня, ніж у більшості країн Америки.
У середині липня 2021 року Куба пережила першу справжню хвилю зараження, коли варіант Дельта поширився по країні. Згодом у низці міст відбулися демонстрації, й тисячі людей вийшли на вулиці, протестуючи проти обмежень, пов'язаних із COVID-19. Острів потерпає через гостру нестачу споживчих товарів і медикаментів під час серйозного економічного спаду[джерело?].
Куба виробляє 2 вакцини проти COVID-19 у Центрі генної інженерії та біотехнології та Інституті Фінлея. Станом на 31 серпня 2021 року вироблено близько 75 мільйонів доз.

## Хронологія

### Березень 2020 року
11 березня зареєстровані перші три випадки коронавірусної хвороби на Кубі. Цими хворими стали італійські туристи. Їх утримували в ізоляції в Інституті тропічної медицини імені Педро Курі в Гавані.
Уряд закликав громадян робити власні маски для обличчя, у той же час текстильна промисловість розпочала підготовку для їх масового пошиву. Людям порадили носити з собою кілька масок для обличчя з тканини, залежно від того, скільки годин вони планують провести в громадських місцях.
12 березня повідомлено про четвертий підтверджений випадок хвороби. Хвороба виявлена в кубинця, дружина якого прибула з італійського міста Мілан 24 лютого, симптоми хвороби в якої з'явились 27 лютого. У чоловіка симптоми хвороби з'явились 8 березня. Обидвом провели тестування, і в чоловіка виявлено позитивний результат тесту. У дружини тест виявився негативним, оскільки до цього часу вона вже одужала.
16 березня круїзне судно MS Braemar, на борту якого перебувало понад 1000 пасажирів та екіпаж, отримало дозвіл причалити в кубинському порту після відмови Багамських островів. Щонайменше 5 пасажирам проведено тестування на коронавірус. Британські громадяни змогли повернутися на кораблі на батьківщину після того, як обидва уряди досягли згоди щодо їх репатріації.
17 березня кількість випадків хвороби зросла до 7.
18 березня кількість хворих зросла до 10, зареєстровано першу смерть від коронавірусної хвороби, помер 61-річний італієць, який був одним із перших трьох хворих.
19 березня кількість випадків хвороби в країні зросла до 16.
20 березня кількість випадків хвороби зросла до 21. Повідомлено, що з 24 березня Куба обмежить в'їзд до країни. В'їхати до країни можуть лише жителі Куби, у тих випадках, якщо вони знаходились за межами Куби не більше 24 місяців; а також іноземні громадяни, які постійно проживають у країні.
22 березня міністерство громадського здоров'я Куби повідомило на своєму вебсайті, що кількість інфікувань коронавірусом на острові зросла до 35, спостереження проводиться за понад 950 підозрюваними випадками на коронавірусну хворобу.
23 березня влада країни повідомила, що кількість випадків коронавірусної хвороби на Кубі зросла до 48. 24 березня кубинський уряд закрив усі учбові заклади в країні до 20 квітня. Особи, які прибули до Куби у період між 17 і 23 березня, мали в обов'язковому порядку пройти тестування на коронавірус. Станом на 30 березня кількість випадків коронавірусної хвороби на Кубі становила 170, 4 хворих померли.

### Квітень 2020 року
Починаючи з опівночі 1 квітня, Куба призупинила прибуття всіх міжнародних авіарейсів. 4 квітня влада Куби повідомила, що кількість хворих коронавірусною хворобою в країні зросла до 288. Станом на 15 квітня на Кубі було зареєстровано 755 випадків COVID-19, на цей день у країні проведено 18856 тестувань на коронавірус.

### Травень 2020 року
Станом на 12 травня кількість нових випадків знизилася до менш ніж 20 на день, і розпочалася програма масового тестування на коронавірус. Станом на 30 травня у місті Гавана було зареєстровано трохи більше половини загальної кількості підтверджених випадків у країні.

### Червень 2020 року
1 червня уряд Куби повідомив у своєму плані повернення до нормального життя поновлення проведення обов'язкових тестувань на коронавірус іноземним туристам.

### Серпень 2020 року
5 серпня кубинська влада заявила, що відкриття кордону Куби відкладається до цього часу, коли епідемічна ситуація з коронавірусом не буде контрольованою.
7 серпня кількість випадків хвороби на Кубі збільшилась до 2888, за добу зареєстровано 59 нових випадків хвороби. 395 хворих госпіталізовані, за останню добу смертей не зареєстровано.

### Жовтень 2020 року
16 жовтня загальна кількість випадків хвороби збільшилась до 6118, з них 5702 одужали та 124 померли.

## Розробка вакцини
У жовтні 2020 року пройшла І фаза клінічного дослідження кубинської вакцини проти COVID-19, розробленої в кубинському науково-дослідному епідеміологічному інституті, відомому під назвою Інститут Фінлея, яка отримала назву FINLAY-FR-2. У грудні 2020 року пройшли два етапи II фази клінічного дослідження вакцини, і за словами генерального директора Інституту вакцин Фінлея Вісенте Вереса, вакцина спричинила імунну відповідь через 14 днів. Планується проведення III фази клінічних досліджень в Ірані, оскільки на острові немає достатньо великих спалахів коронавірусної хвороби, щоб отримати достовірні статистичні дані щодо ефективності вакцини.

## Вакцинація
Хоча кубинський уряд спочатку мав на меті провести широкомасштабну вакцинацію виключно вакцинами власного виробництва, пізніше країна також перейшла на використання вакцини «Sinopharm BIBP». Куба розробила 2 з 23 вакцин, які пройшли III фазу клінічних досліджень у всьому світі. Вакцини «Soberana 02» і «ABDALA» використовувалися для кампанії масової вакцинації, яка мала на меті провести щеплення 1,7 мільйона кубинців. З початку кампанії сумніви щодо вакцинації були незначними, оскільки тисячі кубинців були щеплені добровільно в рамках клінічних досліджень, а 150 тисяч медичних працівників отримали щеплення в рамках «інтервенційного дослідження». Санкції США проти Куби значно уповільнило процес розробки вакцин, оскільки вони обмежували постачання медичного обладнання, яке можна було імпортувати в країну. Деякі кубинські дослідницькі групи покладалися лише на один спектрометр, який є приладом, яка може аналізувати хімічну структуру вакцини. Незважаючи на відносно повільний процес розробки, Куба планує виготовити 100 мільйонів доз вакцини «Soberana 02» у 2021 році, щоб покрити потреби населення країни та експортувати надлишки. 21 червня 2021 року Куба повідомила, що її вакцина «ABDALA» ефективна проти COVID-19 на 92,28 %.
Широке поширення вакцинації обмежується відсутністю шприців, які в країні не виробляються, і кількістю доз вакцини. У липні 2021 року представники «Global Health Partners» оголосили про передачу Кубі 6 мільйонів шприців для проведення кампанії вакцинації проти COVID-19, фінансованої коаліцією американських організацій проти американського ембарго щодо Куби. Куба також отримала близько 380 тисяч шприців і голок у червні 2021 року, пожертвуваних вихідцями з Куби в Аргентині та іншими гуманітарними організаціями.
До листопада 2021 року на Кубі було повністю вакциновано 8679636 осіб, що складало 77,6 % населення. За рівнем вакцинації проти COVID-19 країна посідала дев'яте місце у світі.